# Albert Fritz
Pour les articles homonymes, voir Fritz.
Albert Fritz (né le 30 mars 1947 à Jestetten, dans le Bade-Wurtemberg et mort le 1er septembre 2019 à Zurich) est un coureur cycliste allemand. Il s'est principalement illustré dans les courses de six jours, où il a remporté 34 succès entre 1970 et 1984.

## Palmarès sur piste

### Six jours
- 1970 : Dortmund (avec Rudi Altig)
- 1971 : Brême, Cologne (avec Rudi Altig), Bruxelles (avec Sigi Renz)
- 1972 : Münster (avec Wilfried Peffgen), Zurich (avec Graeme Gilmore et Wilfried Peffgen)
- 1973 : Münster (avec Wilfried Peffgen)
- 1975 : Cologne (avec Wilfried Peffgen)
- 1976 : Herning, Munich, Zurich (avec Wilfried Peffgen)
- 1977 : Brême (avec Wilfried Peffgen)
- 1978 : Brême, Cologne, Münster (avec Wilfried Peffgen)
- 1979 : Hanovre, Londres, Rotterdam, Zurich (avec Patrick Sercu), Münster (avec Wilfried Peffgen), Anvers (avec Michel Vaarten, René Pijnen)
- 1980 : Brême, Gand, Copenhague (avec Patrick Sercu)
- 1981 : Cologne, Copenhague (avec Patrick Sercu), Zurich (avec Dietrich Thurau)
- 1982 : Brême (avec René Pijnen), Cologne (avec Wilfried Peffgen)
- 1983 : Francfort, Cologne, Maastricht (avec Dietrich Thurau)
- 1984 : Brême, Copenhague (avec Dietrich Thurau)

### Championnats nationaux
- Champion d'Allemagne de poursuite en 1969
- Champion d'Allemagne de l'américaine en 1977 (avec Wilfried Peffgen) et 1982 (avec Dietrich Thurau)

## Palmarès sur route
- 1970
  - 9e étape du Tour de Suisse
- 1971
  - 5e et 9e étapes du Tour de Suisse

## Résultats sur le Tour de France
1 participation
- 1971 : abandon 10e étape